# General Admission
General Admission is het tweede studioalbum van de Amerikaanse rapper Machine Gun Kelly. Het album werd op 16 oktober 2015 uitgebracht door Interscope Records. 
Op het album staan de singles "Till I Die", exclusief door Machine Gun Kelly, en "A Little More", die hij opnam met zangeres Victoria Monét. In tegenstelling tot zijn debuutalbum "Lace Up", waarvoor hij een beroep deed op verschillende (geroemde of minder geroemde) collega's, is Machine Gun Kelly op dit album vrijwel alleen aan het woord. Lzzy Hale en Kid Rock zijn naast Victoria Monét de enige artiesten die opdagen. In de Verenigde Staten eiste het album een nummer-1 notering op in de Billboard 200. In Nederland en Vlaanderen kon "General Admission" minder verheugen, getuige een 74ste plaats als hoogste notering in de Ultratop 50.

## Nummers

#### Standaard
1. "Spotlight" (met Lzzy Hale) - 5:05
2. "Alpha Omega" - 3:32
3. "Till I Die" - 3:33
4. "Eddie Cane" - 3:06
5. "Bad Mother Fucker" (met Kid Rock) - 3:33
6. "World Series" - 3:35
7. "Oz" - 2:54
8. "Everyday" - 4:01
9. "Gone" (met Leroy Sanchez) - 4:01
10. "Story of the Stairs" - 3:10
11. "Merry Go Round" - 4:05
12. "A Little More" (met Victoria Monét) - 3:57
13. "All Night Long" - 7:02

#### Bonus
1. "Make It Happen" - 4:43
2. "Round Here" - 4:20
3. "Therapy" - 3:34